# Ознобишин, Владимир Нилович
Влади́мир Ни́лович Озноби́шин (2 (14) ноября 1855, Пенза — 24 октября 1915, Москва ) — саратовский губернский предводитель дворянства, камергер, член Государственного совета.

## Биография
Из потомственных дворян Саратовской губернии, брат Николай (ум. 1912) — монархический деятель, один из основателей Союза русского народа. Крупный землевладелец: нераздельно с сестрами — 2366 десятин в Петровском уезде Саратовской губернии и 4400 десятин в Гороховецком уезде Владимирской губернии, а также собственные приобретенные 1500 десятин в Симбирской губернии.
Окончил Катковский лицей (1874) и юридический факультет Московского университета со степенью кандидата прав (1879).
В 1880 году поступил на службу по Министерству юстиции кандидатом на судебные должности при Московском окружном суде. В том же году вышел в отставку по домашним обстоятельствам и поселился в своем саратовском имении. Избирался гласным Петровского уездного и Саратовского губернского земских собраний, депутатом дворянства Сердобского уезда и одно трехлетие — уездным предводителем дворянства. Кроме того, состоял мировым судьей 1-го участка Петровского уезда, почетным мировым судьей Петровского округа и Гороховецкого округа Владимирской губернии. В 1904 году был вновь избран Сердобским уездным предводителем дворянства, а 29 декабря 1905 года — Саратовским губернским предводителем, в каковой должности оставался до революции 1917 года. В 1908 году был пожалован в камергеры. 6 декабря 1913 года получил чин действительного статского советника. Из наград имел ордена св. Станислава 2-й степени (1891) и св. Владимира 4-й степени (1906).
Был членом «Кружка москвичей» и «Кружка дворян, верных присяге», входил в Совет учредителей Всероссийского союза землевладельцев. Состоял председателем Саратовского отдела Русского собрания, почетным членом Саратовского отдела Союза Михаила Архангела и председателем Саратовского общества поборников народного просвещения, организованного в 1914 году. Субсидировал саратовскую монархическую газету «Волга» (1906—1916). В 1916 году был доизбран в состав Совета монархических съездов.
26 ноября 1911 года стал членом Государственного совета от дворянских обществ после смерти князя П. Н. Трубецкого как «подбалльный» (кандидат, по количеству баллов следующий за избранным). Входил в правую группу. 12 января 1912 года комиссия внутреннего распорядка и личного состава признала Ознобишина „не имеющим полномочий члена“ ГС, после чего он отказался от звания члена Госсовета.
Умер 24 октября1915 года от болезни полученной на фронте.

## Семья
Был женат на дочери генерал–лейтенанта Елизавете Алексеевне Кельнер. Их сыновья:
- Владимир (1894—1915), окончил гимназический курс Катковского лицея с отличием и поступил на университетское отделение лицея (1913). В Первую мировую войну состоял помощником уполномоченного в саратовском отряде Красного Креста, на фронт отправился 3 сентября 1915 года. 7 и 8 октября 1915 года в тяжелых условиях, под обстрелами германцев, занимался перевозкой раненых с поля боя близ станции Барановичи, за что был награждён Георгиевской медалью. Скончался от воспаления мозга 24 октября 1915 года в Москве, в лазарете Катковского лицея. Был похоронен в семейном склепе в имении Барятино Петровского уезда.[1]
- Михаил (р. 1896)